# Walid Raad

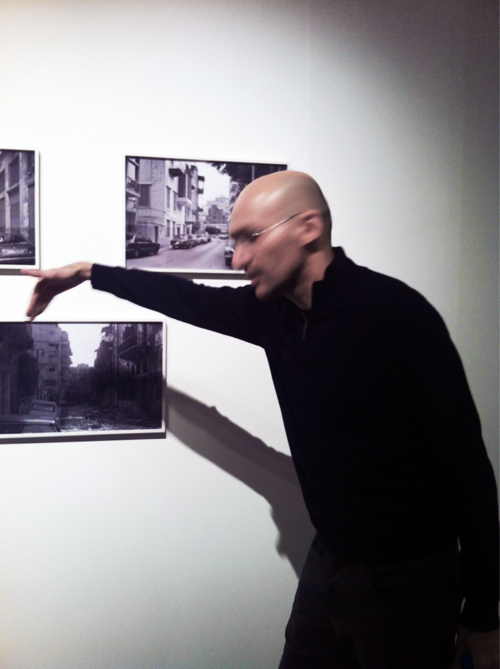
Walid Raad (2011)

Walid Raad (* 1967 in Chbanieh, Libanon) ist ein libanesisch-US-amerikanischer Fotokünstler und Hochschullehrer.

## Werk
Sein Werk umfasst Fotografie, Videokunst, Text und Performance und widmet sich besonders der zeitgenössischen Geschichte seines Heimatlandes. Raad ist Dozent an der Cooper Union und lebt in New York City.
Walid Raad ist der Hasselblad-Preisträger des Jahres 2011. Seit Oktober 2012 ist Raad Gründungsmitglied der Akademie der Künste der Welt in Köln. 2020 wurde er zum National Academician (NA) der National Academy of Design, New York gewählt.

## Die Atlas Group
The Atlas Group wurde 1999 von Walid Raad gegründet und 2002 auf der documenta11 und der Whitney Biennial sowie 2007 im Hamburger Bahnhof – Museum für Gegenwart gezeigt.

„Es handelt sich dabei um eine imaginäre Stiftung, die libanesische Gegenwartsgeschichte erforscht und dokumentiert. Die Atlas Group tritt vor allem mit Vorlesungen, Filmen, Fotoausstellungen, Videos und unterschiedlichsten Dokumenten aus den gruppeneigenen Archiven an die Öffentlichkeit. Die Archive umfassen ein breites Spektrum von Materialien, darunter Notizbücher des libanesischen Historikers Fadl Fakhouri, Videos mit der Ex Geisel Souheil Bachar und mit Zainab Hilwé, dem Opfer einer Autobombe, sowie einer Reihe anonymer Dokumente, wie die Fotoserie Secrets in the Open Sea. […] Sein [Walid Raads] Ziel ist es, ein Archiv aufzubauen, dessen fiktionale Beschaffenheit die vermeintliche Objektivität historischer Diskurse in Frage stellt und gleichzeitig die vermeintliche Autonomie künstlerischer Arbeit demontiert.“

## Videoarbeiten
- 2002/2006: The Bachar Tapes

## Ausstellungen
- 2002: The Atlas Group, Documenta11, Kassel.
- 2015/2016: Walid Raad, Museum of Modern Art, New York City, USA;[6] danach Institute of Contemporary Art, Boston, Massachusetts, USA und Museo Jumex, Mexiko-Stadt, Mexiko.[7]
- 2016: Walid Raad & SITU Studio – Projekt für die Synagoge Stommeln. Those that are near. Those that are far., Synagoge Stommeln
- 2020/2021: Walid Raad. I long to meet the masses once again, Kunststation St. Peter, Köln
- 2022: Walid Raad – We Lived So Well Together, Kunsthalle Mainz
- 2023: Walid Raad. Cotton Under My Feet: The Hamburg Chapter, Hamburger Kunsthalle

## Auszeichnungen
- Kunstpreis Aachen (2018)[8]
- Hasselblad Foundation Award (2011)[9][10]
- Alpert Award for Visual Arts from the Herb Alpert Foundation (2007)[11]
- Deutsche Börse Photography Prize (2007)[12]
- Rencontres d’Arles (2006), “Lauréat d’Aide au projet”, Arles
- Camera Austria-Preis der Stadt Graz für zeitgenössische Fotografie (2005)[13]
- Onion City Experimental Film and Video Festival (2002)
- Vidarte 2002 Festival, Mexiko-Stadt, Mexiko (2002)
- Oneiras Film and Video Festival, Lissabon, Portugal (2002)
- Media Arts Awards, ZKM, Karlsruhe, Germany. 2002 (Special Prize)
- Black Maria Festival, 2002. (Juror Citation Award)
- Video Ex, Zurich, Switzerland (2001)
- Oberhausen Film and VideoFest, Oberhausen, Germany, 2001 (Rhineland Award)
- San Francisco International Film Festival, SF, CA, USA, 2000 (Certificate of Merit)
- 5th Biennial of Arab Cinemas, Institut du Monde Arabe, Paris, Frankreich, 2000 (Special Jury Prize)
- VideoEx, Zurich, Schweiz (2000)
- 8th Biennial of the Moving Image, Schweiz (1999). (Grand Prize)
- Beirut Film Festival, Beirut, Lebanon, 1999. (Best Short Film and Best Scenario for a Short Film)
- Black Maria Film and Video Festival, New Jersey, 1999. (Director’s Citation)
- Missouri Video Festival, St. Louis, MO, 1998. (Award of Accomplishment Experimental)
- New England Film and Video Festival, Boston, MA, 1997. (Best Conceptual Innovation Award)